# James Avery (Schauspieler)

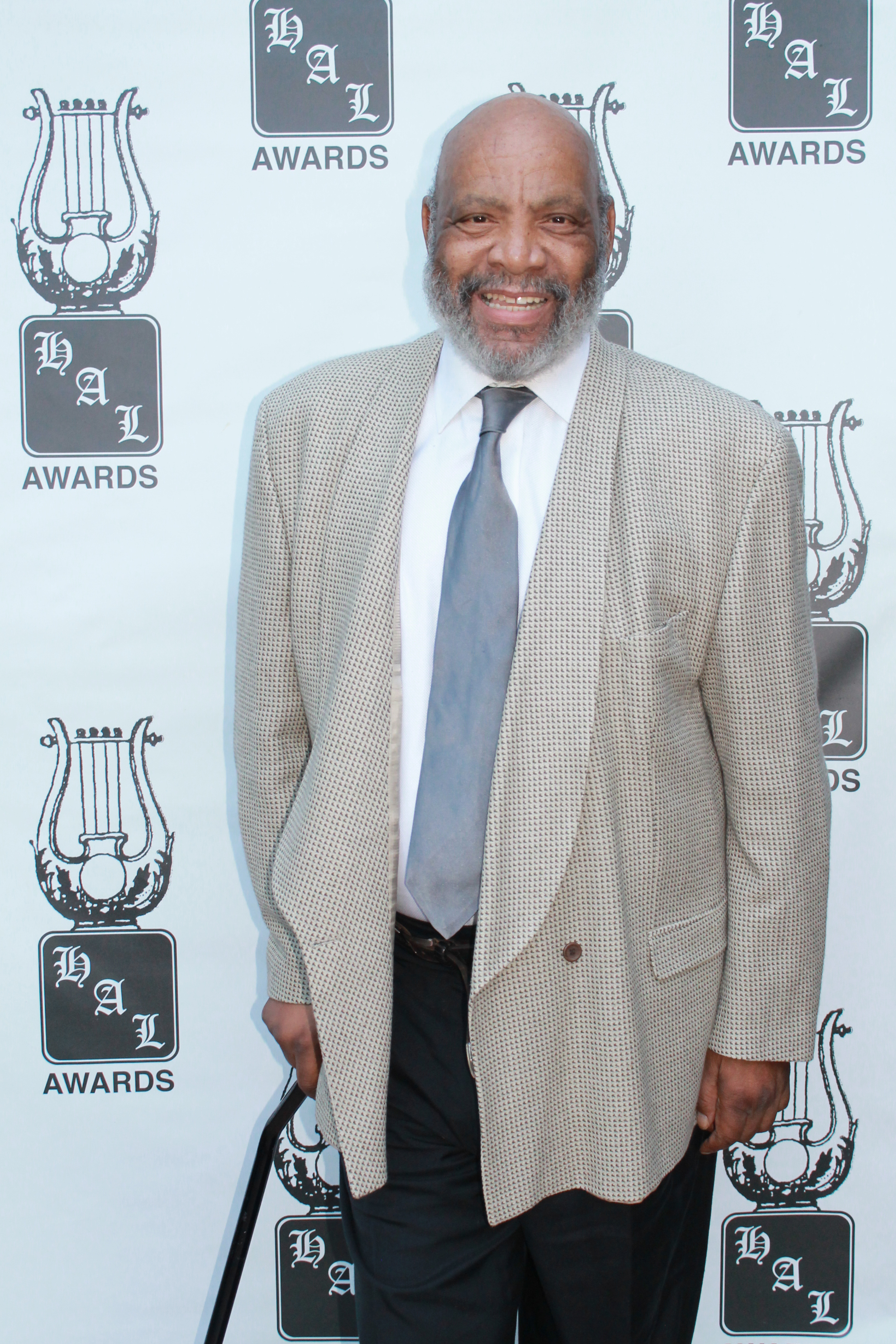
James Avery (2013)

James La Rue Avery, Sr. (* 27. November 1945 in Pughsville, Virginia; † 31. Dezember 2013 in Glendale, Kalifornien) war ein US-amerikanischer Schauspieler, der vor allem durch die Rolle des Philip Banks in der Serie Der Prinz von Bel-Air bekannt wurde.

## Leben
James Avery wuchs in Atlantic City, New Jersey auf. Kurz nach seiner Highschool-Zeit trat er in die US Navy ein und diente von 1968 bis 1969 in Vietnam. Anschließend zog er nach San Diego und wurde Autor beim Sender PBS. Dort gewann er für eines seiner Werke einen Emmy und studierte als Stipendiat an der Universität von Kalifornien in San Diego, wo er seinen Abschluss als Bachelor in den Kunstfächern Drama und Literatur erlangte.
Aufgrund seiner Bekanntheit in diversen Sitcoms wurde er oft als Synchronsprecher in Zeichentrickserien eingesetzt, unter anderem als die Stimme von The Shredder aus der Serie Teenage Mutant Ninja Turtles. Von 1990 bis 1996 verkörperte er die Rolle des Philip Banks in der Serie Der Prinz von Bel Air, wofür er in einer Fernsehumfrage in die Liste der 50 besten Fernsehväter aller Zeiten gewählt wurde. Insgesamt war er an mehr als 170 Film- und Fernsehproduktionen beteiligt.
James Avery starb am 31. Dezember 2013 nach Komplikationen infolge einer Herzoperation. Er hinterließ seine Frau und einen Stiefsohn.

## Filmografie

### Fernsehen
- 1985: Agentin mit Herz (Scarecrow and Mrs. King, Folge: Mord unter Freunden)
- 1985: Das A-Team (The A-Team, Folge 4x06)
- 1985: Cagney & Lacey (Folge 4x16: Was heißt hier fair? (Teil 1))
- 1985: Das Model und der Schnüffler (Moonlighting, Folge: Es weihnachtet sehr)
- 1987: Die Zeitfalle (Timestalkers, Fernsehfilm)
- 1987–1994: Teenage Mutant Ninja Turtles (110 Folgen, Stimme)
- 1990–1996: Der Prinz von Bel-Air (The Fresh Prince of Bel-Air, 147 Folgen)
- 1996–1998: Sparks & Sparks (40 Folgen)
- 1997: Going Places (Moderation)
- 1998: Lucky, der reichste Hund der Welt (You Lucky Dog, Fernsehfilm)
- 1998: Die Schöne und das Biest (Beauty and the Beast, 4 Folgen)
- 1999: Rache nach Plan (Vengeance Unlimited, Fernsehserie, Episode 1x15)
- 2000: CSI: Den Tätern auf der Spur (CSI: Crime Scene Investigation, Folge: Über den Wolken)
- 2001: Torus – Das Geheimnis aus einer anderen Welt (Epoch)
- 2000–2002: Dharma & Greg (2 Folgen)
- 2002: Nancy Drew – Auf der Suche nach der Wahrheit (Nancy Drew, Fernsehfilm)
- 2005: What’s Up, Dad? (My Wife and Kids, 1 Folge)
- 2003: Crossing Jordan – Pathologin mit Profil (Crossing Jordan, Folge: Tödlicher Qualm)
- 2004: Charmed – Zauberhafte Hexen (Charmed, 1 Folge)
- 2004: Die wilden 70er (That ’70s Show, 3 Folgen)
- 2005: Star Trek: Enterprise (2 Folgen)
- 2005–2007: The Closer (11 Folgen)
- 2008: Eli Stone (1 Folge)
- 2012: Grey’s Anatomy (Folge 8x17)
- 2013: Nennt mich verrückt! (Call Me Crazy: A Five Film, Fernsehfilm)

### Kino
- 1980: Der lange Tod des Stuntman Cameron (The Stunt Man) ungenannt
- 1985: Fletch – Der Troublemaker (Fletch)
- 1986: Extremities
- 1987: Drei auf dem Highway – Three for the Road (Three for the Road)
- 1988: Daddy’s Cadillac (License to Drive)
- 1991: Beastmaster II – Der Zeitspringer (Beastmaster II – Through the Portal of Time)
- 1993: Kleine Millionärin in Not (Little Miss Millions)
- 2001: Dr. Dolittle 2
- 2004: Raise Your Voice – Lebe deinen Traum (Raise Your Voice)
- 2007: Who’s Your Caddy?
- 2014: Wish I Was Here